# GRAND LOVE
《GRAND LOVE》는 일본의 싱어송라이터 타마키 코지의 일곱 번째 스튜디오 음반이며, 1998년 5월 27일에 BMG JAPAN에서 발매되었다. 소니 뮤직 레코드로부터의 이적 제1탄으로서 발매되어 전작 《JUNK LAND》 (1997년)보다 약 8개월만이 되는 스튜디오 음반이다.
전곡 모두 작사, 작곡을 타마키가 하고, 일부 곡에서 안도 사토코가 작곡을 하고 있으며, 프로듀싱도 타마키가 단독으로 하고 있기 때문에 첫 셀프 프로듀싱한 음반이 되었다.
녹음은 가루이자와정에 있는 우드스톡 스튜디오에서 진행되며, 거의 모든 악기를 타마키가 담당하고, 그 외에는 키보디스트 안도 사토코가 참가하고 있을 뿐 거의 모든 곡이 타마키와 안도 두 명이 녹음되었다. 음악성으로는 전작에서의 아방가르드적인 요소는 억제되고 가창력을 앞세운 조용한 톤의 곡들로 구성되어 있다.
이 음반은 오리콘 차트에서는 최고위 12위를 차지했다.

## 배경
전작 《JUNK LAND》 발매 후, 타마키는 동년 9월부터 12월에 걸쳐 《CONCERT TOUR 1997 "JUNK LAND"》라고 제목을 붙인 전국 투어를 개최, 전 37회 공연이 행해졌다. 요즘 타마키는 1996년 11월 29일 게실염으로 쓰러진 이후 건강 불안을 안고 도쿄에서 음악을 계속해 나가는 것에 한계를 느끼고 있었다.
1998년에 들어 2월 2일에 타마키는 처음으로 가루이자와정에 있는 우드스톡 스튜디오를 방문했다. 이 스튜디오를 방문하는 계기가 된 것은 일찍이 사카모토 큐의 프로듀서였던 가네코 히로아키의 권유였다. 가네코는 가루이자와정에 리허설 스튜디오를 건설할 예정으로, 사전 답사를 갔을 때 우드스톡 스튜디오를 방문해 안에 들어가는 순간에 타마키에 적합한 장소라고 느꼈기 때문에 타마키에게 동 스튜디오를 추천하게 되었다. 스튜디오를 방문한 타마키는 "와, 최고다"라고 마음에 들었기 때문에, 근처의 1LDK의 맨션을 빌려 동지에서 녹음을 진행하게 되었다.

## 녹음
녹음은 거의 모두 가루이자와정에 있는 우드스톡 스튜디오에서 행해졌다.
전작까지 프로듀서로서 타마키의 솔로 작품에 관여하고 있던 스도 아키라는 전작으로써 타마키와의 공동 작업에서 벗어나게 되었기 때문에, 음반에는 참가하지 않았다. 그 때문에, 음반은 타마키에 의한 첫 완전한 셀프 프로듀싱 음반이 되어, 키보디스트 안도 사토코와의 공동 작업으로 제작되었다.
음반은 타마키 프로듀싱에 의한 안도의 솔로 음반 《A Little Seed Of One Big Tree》와 병행하여 작업이 진행되었다. 안도는 음반의 녹음 틈틈이 솔로 음반을 제작하고 있으며, 타마키가 안도의 작곡 센스에 호의적이었기 때문에 실현되게 되었다. 안도는 설마 마흔이 넘어서야 음반을 낼 수 있으리라고는 생각하지 못했다고 말했다. 이 일에 관해 타마키 코지의 자서전본 《타마키 코지 행복해지기 위해 태어났으니까》에서 시다 아유미는 존 레논의 음반 《John Lennon/Plastic Ono Band》 (1970년)과 플라스틱 오노 밴드의 시기를 떠올리게 한다고 말하고 있다.

## 음악성
이 시기에 타마키는 안도가 프로듀싱하는 곡에 반했고, 수록곡 중 〈소원〉과 〈왈츠〉는 작곡에 안도가 종사하고 있다. 〈소원〉은 거의 모두 안도가 작곡하고 있어, 타마키의 이전까지의 경력 중에서 작사가 아닌 작곡을 타인과 합작한 첫 악곡이 되었다. 일찍이 안전지대의 싱글 〈와인 레드의 마음〉 (1983년)의 제작시에 주위의 스탭이 작곡을 이노우에 요스이에게 의뢰하는 제안을 했을 때에, 타마키는 "곡은 제가 직접 만들겠습니다. 그게 안된다면 밴드 그만두고 홋카이도로 돌아가겠습니다."라고까지 말해 곡에 관해서는 다른 사람에게 맡기는 일은 일절 없었지만, 본작에 있어서 처음으로 그것들이 실현되게 되었다. 또, 〈왈츠〉에 관해서는 완전히 안도 단독으로 작곡하고 있어 타마키가 완전히 다른 사람에게 작곡을 맡긴 것은 전 경력에 있어서 처음이었다.

## 곡 목록
작사는 모두 타마키 코지가 맡았고, 작곡은 특별한 언급이 없는 한 타마키 코지가 맡았다.
| #   | 제목                                                                    | 작곡                     | 재생 시간 |
| --- | ----------------------------------------------------------------------- | ------------------------ | --------- |
| 1.  | 〈소원 (願い)〉                                                         | 타마키 코지, 안도 사토코 | 3:18      |
| 2.  | 〈DANCE with MOON〉                                                     |                          | 3:43      |
| 3.  | 〈루키 (ルーキー)〉                                                     |                          | 3:05      |
| 4.  | 〈HAPPY BIRTHDAY 〜사랑이 태어났어〜 (HAPPY BIRTHDAY〜愛が生まれた〜)〉 |                          | 4:41      |
| 5.  | 〈GRAND LOVE〉                                                          |                          | 3:16      |
| 6.  | 〈RIVER〉                                                               |                          | 2:28      |
| 7.  | 〈컴 온 (カモン)〉                                                      |                          | 3:19      |
| 8.  | 〈BELL〉                                                                |                          | 4:10      |
| 9.  | 〈RERAX〉                                                               |                          | 2:54      |
| 10. | 〈왈츠 (ワルツ)〉                                                       | 안도 사토코              | 2:44      |
| 11. | 〈포토그래프 (フォトグラフ)〉                                           |                          | 3:20      |
| 12. | 〈우리들은… (ぼくらは…)〉                                               |                          | 2:47      |